# Gruczoł krokowy

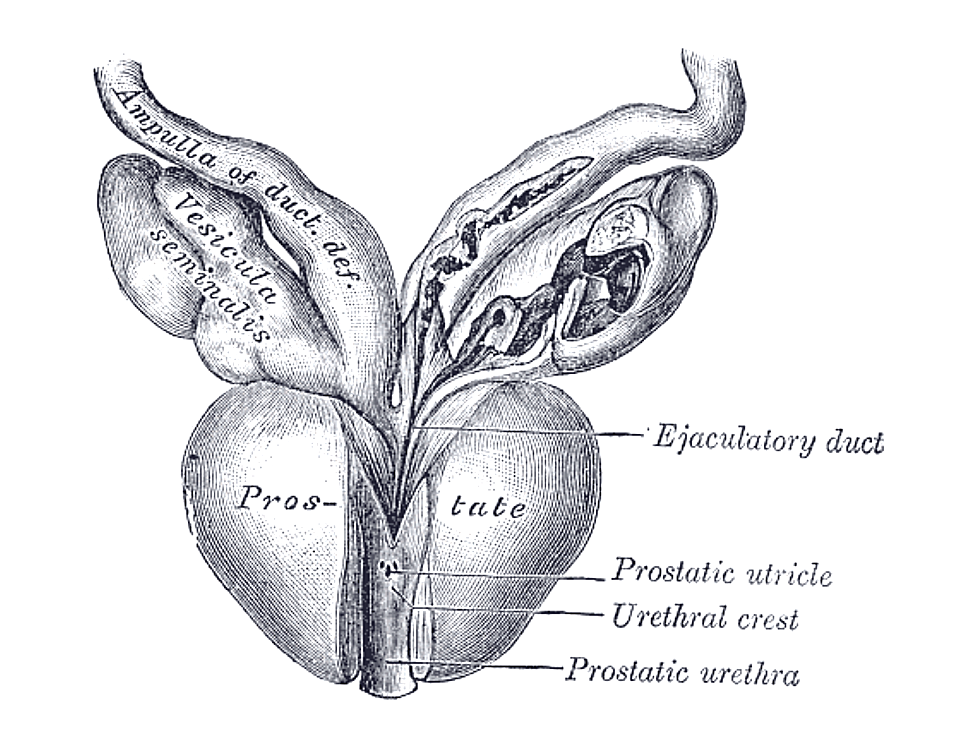
Budowa gruczołu krokowego

Gruczoł krokowy, stercz, prostata (łac. prostata, od starogreckiego προστάτης prostátēs, strażnik) – nieparzysty narząd mięśniowo-gruczołowy będący częścią męskiego układu płciowego. Wydzielina prostaty to mętna, biaława ciecz o charakterystycznym zapachu (to ona nadaje zapach spermie), stanowiąca nośnik plemników. Odczyn wydzieliny jest, w zależności od badań, podawany jako lekko kwasowy (pH 6,1- 6,5) albo lekko zasadowy (pH 7,31).
Składa się z dwóch płatów: lewego i prawego, połączonych węziną. Niestale występuje płat środkowy. Kształt prostaty jest porównywany do kształtu kasztana jadalnego (spłaszczony stożek). Gruczoł ten jest otoczony mocną torebką z mięśni gładkich, które kurczą się podczas ejakulacji.
Stercz znajduje się poniżej pęcherza moczowego w miednicy mniejszej. Przez jego miąższ przebiega część sterczowa cewki moczowej, dlatego gdy dochodzi do jego rozrostu, wskutek mechanicznego ucisku cewki moczowej pojawiają się problemy z oddawaniem moczu oraz inkontynencja.
Tylna część stercza przylega bezpośrednio do odbytnicy. Silny ucisk w tej okolicy wywołuje gwałtowne uczucie parcia na mocz oraz niekiedy pieczenie w okolicy żołędzi. Masaż prostaty wykonywany zarówno ze względów lekarskich (badanie per rectum), jak i erotycznych, prowadzi do czasowego podwyższenia stężenia swoistego antygenu sterczowego (PSA), co może skutkować oznaczeniem nieprawidłowego poziomu w badaniu laboratoryjnym.